# Madeleine Bochatay
Madeleine Bochatay (verheiratete Bochatay-Montessuit, * 2. Januar 1944 in Saint-Gervais-les-Bains) ist eine ehemalige französische Skirennläuferin. Sie erreichte in den 1960er-Jahren zahlreiche Siege und Podestplätze bei internationalen Rennen und drei Top-10-Platzierungen bei Weltmeisterschaften und Olympischen Spielen.

## Karriere
Die damals 17-jährige Bochatay stieg im Winter 1961 zur Weltspitze in der Abfahrt auf. Neben ihrem Sieg bei den französischen Meisterschaften erreichte sie in jenem Jahr unter anderem einen Sieg in der Abfahrt von Chamonix und einen zweiten Platz in ihrem Heimatort Saint-Gervais. Bei den Arlberg-Kandahar-Rennen in Mürren wurde sie 1961 Sechste in der Abfahrt und Zehnte in der Kombination. Vor Beginn der Weltmeisterschaften 1962 lag Bochatay in der Abfahrt an zweiter Stelle in der FIS-Weltrangliste,  hinter der Österreicherin Traudl Hecher. Auch im Riesenslalom erzielte Bochatay gute Ergebnisse, im Winter 1962 unter anderem mit einem Sieg in Saint-Gervais und einem dritten Platz in Courchevel. Bei den Weltmeisterschaften 1962 in Chamonix fuhr sie auf Platz sieben in der Abfahrt und Rang zehn im Riesenslalom.
Im Winter 1963 belegte Bochatay unter anderem zwei zweite Plätze im Riesenslalom der SDS-Rennen in Grindelwald und in der Abfahrt der Coppa Femina in Abetone. Bei den Arlberg-Kandahar-Rennen, diesmal in Chamonix ausgetragen, wurde sie wie zwei Jahre zuvor Sechste in der Abfahrt. Die nächsten beiden Jahre verliefen insgesamt weniger erfolgreich, doch bei den Olympischen Winterspielen 1964 in Innsbruck erreichte die mit Nummer eins gestartete Bochatay immerhin den sechsten Platz in der Abfahrt. Im olympischen Riesenslalom schied sie jedoch aus. Bei den Arlberg-Kandahar-Rennen desselben Jahres wurde sie Siebte im Riesenslalom. Ab der Saison 1965 erzielte Bochatay neben Abfahrt und Riesenslalom auch im Slalom gute Resultate. So gelangen ihr 1965 neben zwei vierten Plätzen in den Abfahrten des Goldschlüsselrennens in Schruns und der SDS-Rennen in Grindelwald auch zweite fünfte Platze in Slalom und Riesenslalom in Grindelwald.
Im Winter 1965/66 feierte Bochatay unter anderem zwei Siege in der Kombination des Kriterium des ersten Schnees in Val-d’Isère und im Riesenslalom des Staufenpokals in Oberstaufen, wo sie zudem Dritte in Slalom und Kombination wurde. In der Abfahrt der Silberkrugrennen von Bad Gastein wurde sie ebenfalls Dritte. Bei ihrem letzten Großereignis, den Weltmeisterschaften 1966 im chilenischen Portillo, belegte sie Rang 14 in der Abfahrt.

## Erfolge

### Olympische Winterspiele
(zählten zugleich als Weltmeisterschaften)
- Innsbruck 1964: 6. Abfahrt

### Weltmeisterschaften
- Chamonix 1962: 7. Abfahrt, 10. Riesenslalom
- Portillo 1966: 14. Abfahrt

### Podestplätze in FIS-Rennen (Auswahl)
- 1961: Sieg in der Abfahrt von Chamonix
- 1961: 2. Platz in der Abfahrt von Saint-Gervais
- 1962: Sieg im Riesenslalom von Saint-Gervais
- 1962: 3. Platz im Riesenslalom von Courchevel
- 1963: 2. Platz im Riesenslalom der SDS-Rennen in Grindelwald
- 1963: 2. Platz in der Abfahrt der Coppa Femina in Abetone
- 1966: Sieg in der Kombination des Kriterium des ersten Schnees in Val-d’Isère
- 1966: Sieg im Riesenslalom und dritter Platz in Slalom und Kombination des Staufenpokals in Oberstaufen
- 1966: 3. Platz in der Abfahrt der Silberkrugrennen in Bad Gastein

### Französische Meisterschaften
- Französische Meisterin in der Abfahrt 1961